# 肖萬 (路易斯安那州)
肖萬（英語：Chauvin）是位於美國路易斯安那州泰勒博恩堂區的一個普查規定居民點。

## 人口
根據2020年美國人口普查的數據，肖萬的面積為12.35平方千米，當中陸地面積為12.33平方千米，而水域面積為0.02平方千米。當地共有人口2575人，而人口密度為每平方千米208.5人。